# Бетонорозподільник
Бетонорозподільник — бетоноробна машина для укладання цементнобетонного покриття автомобільних доріг. Укладає і рівномірно розподіляє бетонну суміш на проїзній частині земляного полотна. Це самохідний візок з бункером або шнеками для розподілення бетонної суміші Пересувається по рейковій формі за допомогою бензинового двигуна і працює разом з бетонообробною машиною. Ширина робочої смуги — до 7 м. Розрізняють бетонорозподільники:
- Бункерні — періодичної дії (бункерні). Бункер з секторним затвором і регулюючою рамкою пересувається по рамі машини за допомогою канатно-блочної системи; бетонна суміш подається у бункер завантажуючим ковшем.
- Шнекові (або лопатеві) — безперервниї дії. Шнековий бетонорозподільник розрівнює і розподіляє бетонну суміш шнеками, закріпленими на рамі машини.